# Інструментальна музика
Інструментальна музика — музика, що виконується на інструментах, без участі людського голосу.
Розрізняють сольну, ансамблеву та оркестрову інструментальну музику. Широко поширена в класичній музиці, джазі, електронній музиці, нью-ейдж, пост-році, Хаус тощо.
Класичний тип інструментального виконавства склався в XV–XVI ст. одночасно в Італії та Франції.

## Сучасна інструментальна музика в Україні
Виконавці
- Гурт «Atomic Simao» сформувався у 2010 році у Харкові. З 2012 року працюють в Києві. Альбом ECHO став найкращим українським лонгплеєм-2016 за версією Karabas LIVE. Музиканти грають джаз, натхненний психоделічною музикою 60-х років. У піснях Atomic Simao вчувається   King Crimson, Pink Floyd та інші корифеї рок-олдскулу.
- Інструментальне тріо «DOK» Станіслава Іващенко (барабани), Євгена Кравцова (бас-гітара) та Станіслава Кравченко (саксофон), що сформувалося в Донецьку в 2008 році. Музиканти  випустили 3 студійні альбоми, виконували експериментальний джаз. Станіслав Іващенко відомий як ударник гурту «Вагоновожатые».
- Гурт «DZ`OB» нового покоління, до складу якого  входять 7 музикантів, до переліку використовуваних інструментів – віолончель, гобой, кларнет, електронний секвенсор. Ансамбль існує від 2014 року в Дніпрі,  випустив три студійні альбоми. Електроакустичний гурт у звучанні поєднує класичні інструменти та електронні мотиви.
- Гурт «Cthulhu Rise» з іменем древнього божества із творів Говарда Філліпса Лавкрафта грає в Києві з 2007 року. За цей час Cthulhu Rise випустили  два альбоми: 42 (2012) та The Second One (2016). Спочатку вдавалися до вокалу, але з часом відмовилися від нього на користь інструментального звучання.Грають прогресив-рок в  авангардному вигляді.
- Євген Хмара, київський композитор, який заявив про себе після участі в 4 сезоні телепроєкту «Україна має талант». Випустив 4 альбоми авторської музики. Грає сучасну інструментальну музику (неокласику), стрижнем якої є рояль.
- Єгор Грушин, львівський композитор. Окрім сольної творчості співпрацював із інструментальним колективом Illusions та протягом 2014-го був учасником поп-рок-гурту «Фіолет». Записав чотири повноформатні альбоми, випустив міні-альбом Ritorno. Композитор-неокласик, стилю якого притаманні імпресіоністичність та романтичність.
- «Krobak», проєкт  Ігоря Сидоренка, відомого як фронтмен прогресив-рок-гурту Stoned Jesus. Музиканти грали пост-рок, випустили 8 студійних альбомів.
- Гурт «Mamanet» сформувався в 2003 році, грає в Одесі та Краматорську. Mamanet неодноразово змінювали склад,  постійними учасниками гурту залишаються  Михайло Лантух і Євген Носов. Протягом багатьох років музиканти записували інструментальну музику,  працюють з гостями-вокалістами — в альбомах «После Stereo» (2015) та Pop (2018). Грають в різних жанрах – від лаунжу до тріп-хопу.
- «Ptakh_Jung», дует композиторів Антона Дегтярьова та Володимира Бабушкіна, відомих як автори саундтреків до українського кіно. У 2018-му Ptakh_Jung випустили  студійний альбом, що отримав назву Black Period і присвячений чорним дірам. Основу  дуету складають  інструменти – клавіші та гітара.
- «Sun Groove», тріо електронного музиканта Костянтина Мішукова, інструменталіста Олекси Кабанова та барабанника Валентина Богданова. Гурт став одним із відкриттів фестивалю Polyana Music Festival, що відбувся 2016 року в селі Поляна Закарпатської області. Грають електронну музику  у поєднанні з карпатським фольклором.
- Київське тріо «Way Station» Микити Юдіна (гітара), Дениса Швеця (барабани) та Артема Кривенко (бас-гітара), що грає від 2010 року пост-рок. Випустили  два студійних альбоми.[1]